# Alexander Pirnie

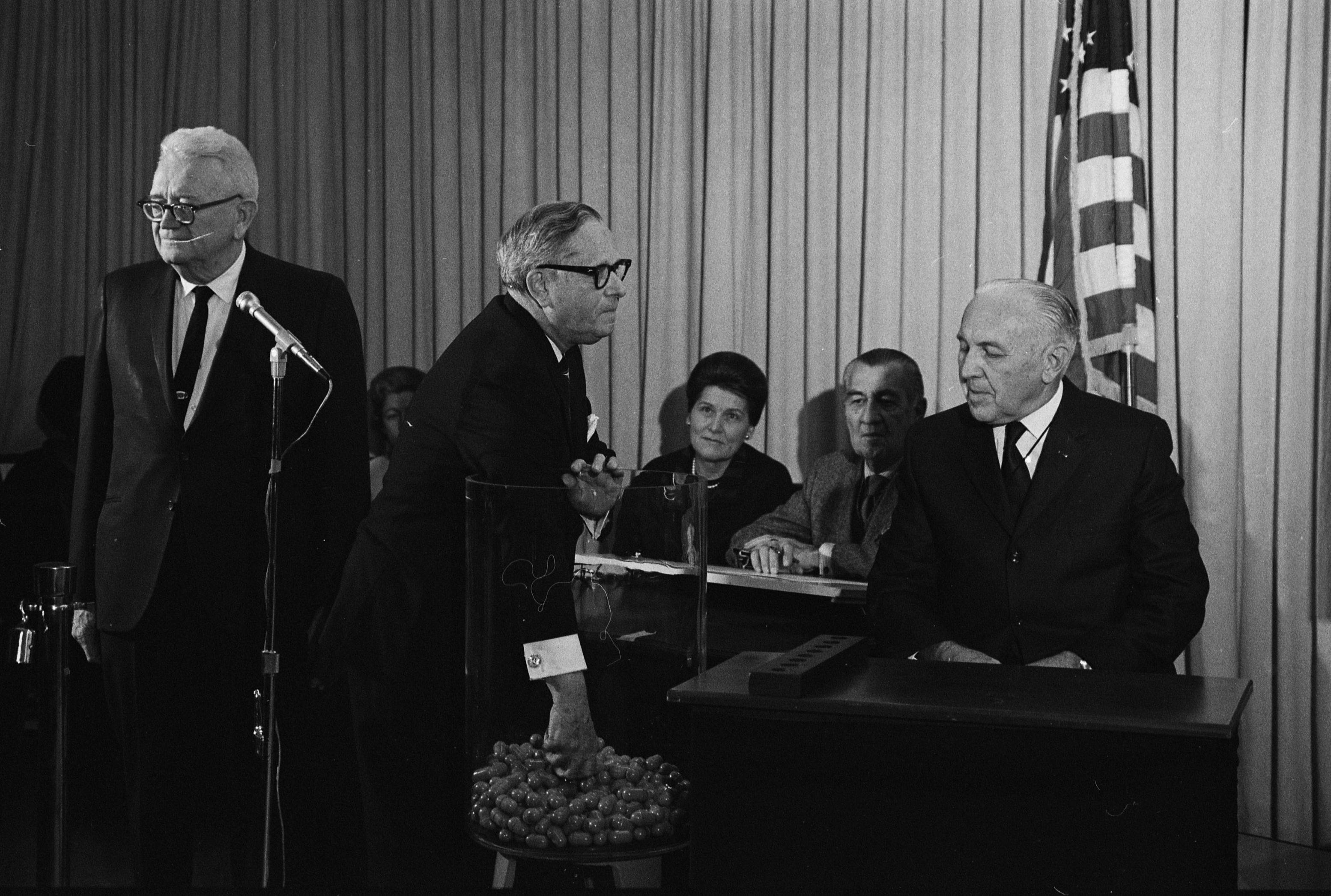
Alexander Pirnie bei der Auslosung der Soldaten, die im Vietnamkrieg eingesetzt werden sollten (1969)

Alexander Pirnie (* 16. April 1903 in Pulaski, New York; † 12. Juni 1982 in Canastota, New York) war ein US-amerikanischer Politiker. Zwischen 1959 und 1973 vertrat er den Bundesstaat New York im US-Repräsentantenhaus.

## Werdegang
Im Jahr 1920 absolvierte Alexander Pirnie die Pulaski Academy. Danach studierte er bis 1924 an der Cornell University. Nach einem anschließenden Jurastudium an derselben Universität und seiner 1926 erfolgten Zulassung als Rechtsanwalt begann er in Utica in diesem Beruf zu arbeiten. Außerdem wurde er Oberleutnant der Infanterie im Officers Reserve Corps. Während des Zweiten Weltkrieges war er in Europa eingesetzt. Dabei stieg er bis zum Oberst auf. Für seine militärischen Leistungen wurde er mit dem Bronze Star und der Legion of Merit ausgezeichnet.
Politisch wurde Pirnie Mitglied der Republikanischen Partei. Bei den Kongresswahlen des Jahres 1958 wurde er im 34. Wahlbezirk von New York in das US-Repräsentantenhaus in Washington, D.C. gewählt, wo er am 3. Januar 1959 die Nachfolge von William R. Williams antrat. Nach sechs Wiederwahlen konnte er bis zum 3. Januar 1973 sieben Legislaturperioden im Kongress absolvieren. Seit 1963 vertrat er dort den 32. Distrikt seines Staates. In seine Zeit im Kongress fielen unter anderem der Vietnamkrieg und die Bürgerrechtsbewegung.
1972 verzichtete Alexander Pirnie auf eine weitere Kongresskandidatur. Von 1965 bis 1982 gehörte er der Interparlamentarischen Union an. Nach dem Ende seiner Zeit im US-Repräsentantenhaus praktizierte er wieder als Anwalt. Außerdem leitete er eine Bekleidungsfirma in Mohawk. Er verbrachte seinen Lebensabend in Utica und starb am 12. Juni 1982 in Canastota.